# Bataille de Treponti
Deuxième guerre d'indépendance italienne
Batailles
- Montebello
- Varèse
- San Fermo
- Palestro
- Turbigo
- Magenta
- Melegnano
- Treponti
- Solferino
- San Martino

La bataille de Treponti a lieu le 15 juin 1859 dans la commune de Rezzato, lorsque Giuseppe Garibaldi, commandant les chasseurs des Alpes attaque l'arrière-garde autrichienne alors qu'elle se replie vers les forteresses du quadrilatère. Après sept heures de combat, les Autrichiens poursuivent leur repli.

## Le prélude
Le 17 mars 1859 Garibaldi prend le commandement des chasseurs qui est une brigade légère composée de 3 000 hommes.
Provenant de  Chivasso et passant en Lombardie par Sesto Calende, Garibaldi a libéré Varèse où il affronte le 26 mai le lieutenant maréchal Karl von Urban.
Le 27 mai les volontaires battent Urban à la bataille de San Fermo et entrent dans Côme. De cette ville, Garibaldi entre d'abord dans Bergame le 8 juin puis à Brescia le 14 juin par la porte San Giovanni. Entre le 9 et le 10 juin une avant-garde des chasseurs des Alpes ont rejoint Palazzolo et Iseo. La garnison autrichienne a abandonné le château dans la nuit du 10 juin et le détachement de chasseurs, commandé par le lieutenant Pisani, entre dans la ville la nuit du 12 juin.
Garibaldi conduit désormais une vraie campagne de type armée régulière, il est devenu l'aile gauche de l'armée principale qui avance dans la plaine. Il s'agit d'avancer en occupant les territoires et en libérant, les unes après les autres, toutes les villes de la façade préalpine lombarde s'attardant si nécessaire pour se débarrasser des éventuelles arrière-gardes autrichiennes restées pour couvrir le grand repli de l'armée autrichienne vers les forteresses du quadrilatère.

## Les positions autrichiennes
Le 12 juin Urban entre dans Castenedolo où il installe son campement. Le 14 juin, il impose à la municipalité la fourniture de 15 000 rations menaçant en cas de refus mettre le village à feu et à sang. Le 15 juin il en demande 16 000  autres  et ne les obtenant il prend deux otages qu'il ne relâchera qu'après l'armistice de Villafranca.

## L'ordre de marche
Le jour même, à l'entrée de Brescia, Garibaldi, informé de l'avancée de l'armée franco-sarde, sort de la ville et s'installe à San S. Eufemia della Fonte. C'est en ce lieu qu'il reçoit l'ordre de déplacer ses chasseurs vers Lonato et de reprendre le pont de Bettoletto sul Chiese.
Les éclaireurs informent que la division autrichienne d'Urban a pris son campement à Castenedolo au voisinage de Lonato, à l'arrière par rapport au gros des troupes.
Le matin du 15 juin, avant l'aube, Garibaldi ordonne de marcher sur quatre colonnes:  la première sous les ordres de  Tur vers le pont de Rezzato, la seconde commandée par Enrico Cosenz sur la droite pour défendre la route de Rezzato−Treponti, la troisième dirigée par Giacomo Medici à l'arrière pour défendre l'embranchement Bettole-Ciliverghe, une quatrième dont Garibaldi prend la tête, vers Bedizzole.

## L'assaut de Castenedolo

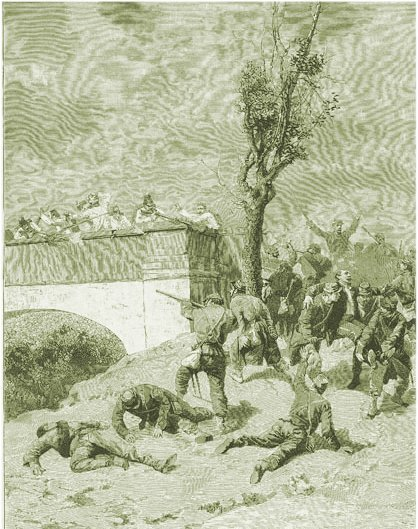
La mort du capitaine Narciso Bronzetti à la bataille de Treponti

Vers 10 heures la seconde colonne établit le contact avec les Autrichiens entre Treponti et Castenedolo et se lance avec impétuosité faisant reculer les quatre mille soldats d'Urban, mais Cosenz réalise avoir effectué un mouvement hasardeux, les forces autrichiennes étant numériquement supérieures  et il s'arrête à proximité de deux maisonnettes à peine conquises.
Depuis la gauche Tur constate que des forces importantes avancent pour l'encercler et il les charge. Dans le combat, il est blessé et le  capitaine Narciso Bronzetti, qui s'était comporté brillamment dans les  combats de  Seriate du 10 juin, tombe.
Garibaldi, informé par le capitaine Camozzi, accourt sur le lieu et ordonne le repli.
L'avant-garde de 1 600 volontaires a chargé 4 000 Autrichiens. 120 volontaires sont tués, il y a de nombreux blessés et 70 prisonniers. Les chasseurs ont tenté un mouvement dangereux affrontant un ennemi bien en place et supérieur en nombre et ils ont échoué.

## La poursuite du repli autrichien
Les Autrichiens sont victorieux mais, après sept heures de combat, incapables de poursuivre les volontaires, ils poursuivent leur repli respectant les ordres, en restant, ils risquaient à terme l'encerclement. On peut imaginer la satisfaction d'Urban, la bataille constitue, dans les registres de l'armée autrichienne, l'unique victoire contre leur bête noire, Garibaldi.
Le 15 juin à 14 heures, les volontaires entrent dans Castenedolo, rejoints le 16 juin par un escadron de l'armée sarde. Le 17 juin à 10 heures Victor-Emmanuel II entre dans Brescia.

## Localisation de la bataille
Les combats sont dits de Treponti, du nom de la commune de l'époque Virle Treponti, bien que les combats se sont produits surtout sur le territoire de Castenedolo. En 1928, Virle Treponti est absorbée par la commune de Rezzato.

## Sources
- (it) Cet article est partiellement ou en totalité issu de l’article de Wikipédia en italien intitulé « Battaglia di Treponti » (voir la liste des auteurs).